# Heterostemma herbertii
Heterostemma herbertii är en oleanderväxtart som beskrevs av Adolph Daniel Edward Elmer. Heterostemma herbertii ingår i släktet Heterostemma och familjen oleanderväxter. Inga underarter finns listade i Catalogue of Life.